# 후쿠치야마시
후쿠치야마시(일본어: 福知山市)는 일본 교토부 북부(옛 단바국)의 단바 지방에 있는 시이다. 교토시와 옛 후시미시에 이어 교토부에서 3번째로 시 제도를 시행한 시이다.

## 지리
옛 단바국 아마타군을 중심으로 이카루가군, 요사군, 가사군 일대에 퍼져 있고 면적의 76%는 임야가 차지하며 경지 면적은 7% 정도이다. 아야베시에서 계속되는 후쿠치야마 분지를 중심으로 한 평지와 그것을 둘러싸는 산지로 구성된다.
오사카시에서 약 70km, 교토시와 고베시에서 약 60km, 도요오카시와 마이즈루시에서 약 30km 거리에 있다. 시내 최고 지점은 미타케산의 839.17m이고 최저 지점은 7.11m이다. 시가지는 옛 성시(조카마치)를 중심으로 유라강가의 오사다노 공업단지 주변 주택지까지 펼쳐져 있다.

### 인접한 자치체
- 교토부
  - 마이즈루시, 아야베시, 미야즈시, 요사군 요사노정, 후나이군 교탄바정
- 효고현
  - 단바시, 도요오카시, 아사고시, 단바사사야마시

## 역사
다양한 출토품을 통해 적어도 조몬 시대 초기 무렵부터 사람이 살았다고 여겨지고 예로부터 교통의 요충지였던 곳이기도 하다. 특히 오다 노부나가를 이은 아케치 미쓰히데가 자신의 거성인 요코야마성을 크게 수축하여 후쿠치야마성의 조카마치(성시)로 크게 번창하였다. 또 번번이 대범람을 일으키던 유라강의 치수에도 미쓰히데는 성공해 토지 부과세전을 면제하는 등 선정을 펼쳐서 그 치세가 짧았음에도 불구하고 영령 신사에 모셔졌고 시화(시의 꽃)도 아케치씨의 가문인 도라지로 하는 등 후쿠치야마의 미쓰히데에 대한 신망은 두텁다.
- 1889년 - 정촌제 시행으로 후쿠치야마정이 성립하였다.
- 1937년 4월 - 시로 승격해 후쿠치야마시가 되었다.

## 경제
특산품인 염색천품이나 남염품 등 다양한 농산품을 생산해 그것들을 취급하는 거리로 번창해 온 후쿠치야마는 후계자 부족 등의 문제로 그러한 산업들이 쇠퇴해 거의 완전히 소멸했다. 현재는 내륙형 공업단지로는 비교적 대규모인 오사다노 공업단지가 1974년부터 정비되어 상공업이 후쿠치야마의 주된 산업이 되어 있다.

## 교육
전통과 역사를 부활시키기 위해 종합적인 학습 시간을 통해 배우도록 하는 교육 기관이나 그런 취지의 활동을 하는 민간 단체가 결성되는 등의 움직임도 있다.

## 교통

### 철도
- 서일본 여객철도
  - 후쿠치야마선
    - 후쿠치야마역 - (단바시 단바타케다역 →)

  - 산인 본선
    - (← 아야베시 다카쓰역) - 이사역 - 후쿠치야마역 - 가미카와구치역 - 시모야쿠노역 - 가미야쿠노역 - (아사고시 야나세역 →)

- 기타킨키 탱고 철도(영어판)
  - 미야후쿠선(일본어판)
    - 아쓰나카톤야역 - 후쿠치야마시민뵤인구치역(일본어판) - 아라가카시노키다이역(일본어판) - 마키역 - 시모아마즈역(일본어판) - 구조역 (후쿠치야마시)(일본어판) - 오에역 (교토부)(일본어판) - 오에코코마에역(일본어판)- 후타마타역 (교토부)(일본어판) - 오에야마구치나이쿠역(일본어판) - (미야즈시 가라카와역(일본어판)→)

### 도로
- 마이즈루와카사 자동차도(일본어판)
- 국도 9호선
- 국도 제173호선 (일본)(일본어판)
- 국도 제175호선 (일본)(일본어판)
- 국도 제176호선 (일본)(일본어판)
- 국도 제426호선 (일본)(일본어판)
- 국도 제429호선 (일본)(일본어판)

## 인구
| 연도 | 인구   | ±%     |
| ---- | ------ | ------ |
| 1960 | 87,151 | —      |
| 1970 | 76,844 | −11.8% |
| 1980 | 81,398 | +5.9%  |
| 1990 | 82,791 | +1.7%  |
| 2000 | 83,120 | +0.4%  |
| 2010 | 79,668 | −4.2%  |
| 2020 | 77,306 | −3.0%  |

## 기후
| 후쿠치야마시의 기후                                          | 후쿠치야마시의 기후 | 후쿠치야마시의 기후 | 후쿠치야마시의 기후 | 후쿠치야마시의 기후 | 후쿠치야마시의 기후 | 후쿠치야마시의 기후 | 후쿠치야마시의 기후 | 후쿠치야마시의 기후 | 후쿠치야마시의 기후 | 후쿠치야마시의 기후 | 후쿠치야마시의 기후 | 후쿠치야마시의 기후 | 후쿠치야마시의 기후 |
| 월                                                           | 1월                 | 2월                 | 3월                 | 4월                 | 5월                 | 6월                 | 7월                 | 8월                 | 9월                 | 10월                | 11월                | 12월                | 연간                |
| ------------------------------------------------------------ | ------------------- | ------------------- | ------------------- | ------------------- | ------------------- | ------------------- | ------------------- | ------------------- | ------------------- | ------------------- | ------------------- | ------------------- | ------------------- |
| 역대 최고 기온 °C (°F)                                       | 17.6 (63.7)         | 22.1 (71.8)         | 25.1 (77.2)         | 31.1 (88.0)         | 33.6 (92.5)         | 35.4 (95.7)         | 38.8 (101.8)        | 39.6 (103.3)        | 38.3 (100.9)        | 32.5 (90.5)         | 26.0 (78.8)         | 23.4 (74.1)         | 39.6 (103.3)        |
| 일평균 최고 기온 °C (°F)                                     | 7.9 (46.2)          | 8.9 (48.0)          | 13.1 (55.6)         | 19.4 (66.9)         | 24.4 (75.9)         | 27.3 (81.1)         | 31.1 (88.0)         | 32.8 (91.0)         | 28.0 (82.4)         | 22.2 (72.0)         | 16.3 (61.3)         | 10.5 (50.9)         | 20.2 (68.3)         |
| 일일 평균 기온 °C (°F)                                       | 3.2 (37.8)          | 3.8 (38.8)          | 7.2 (45.0)          | 12.7 (54.9)         | 17.9 (64.2)         | 21.8 (71.2)         | 25.9 (78.6)         | 27.0 (80.6)         | 22.7 (72.9)         | 16.5 (61.7)         | 10.7 (51.3)         | 5.5 (41.9)          | 14.6 (58.2)         |
| 일평균 최저 기온 °C (°F)                                     | −0.2 (31.6)         | −0.1 (31.8)         | 2.1 (35.8)          | 6.7 (44.1)          | 12.2 (54.0)         | 17.5 (63.5)         | 22.1 (71.8)         | 22.9 (73.2)         | 18.8 (65.8)         | 12.4 (54.3)         | 6.5 (43.7)          | 1.8 (35.2)          | 10.2 (50.4)         |
| 역대 최저 기온 °C (°F)                                       | −9.8 (14.4)         | −10.0 (14.0)        | −6.4 (20.5)         | −3.0 (26.6)         | 1.9 (35.4)          | 7.5 (45.5)          | 12.8 (55.0)         | 15.2 (59.4)         | 7.2 (45.0)          | 2.1 (35.8)          | −3.0 (26.6)         | −7.3 (18.9)         | −10.0 (14.0)        |
| 평균 강수량 mm (인치)                                        | 103.9 (4.09)        | 96.5 (3.80)         | 115.4 (4.54)        | 114.1 (4.49)        | 137.5 (5.41)        | 163.9 (6.45)        | 197.5 (7.78)        | 166.7 (6.56)        | 214.1 (8.43)        | 149.6 (5.89)        | 82.9 (3.26)         | 89.5 (3.52)         | 1,623.8 (63.93)     |
| 평균 강수일수 (≥ 1.0 mm)                                     | 14.8                | 13.8                | 13.6                | 10.5                | 10.6                | 11.5                | 12.4                | 9.1                 | 11.1                | 9.9                 | 10.0                | 13.1                | 140.4               |
| 평균 월간 일조시간                                           | 91.1                | 92.3                | 129.6               | 164.2               | 175.5               | 127.3               | 140.7               | 176.7               | 119.0               | 121.2               | 105.0               | 96.7                | 1,547.4             |
| 출처: 일본 기상청 (평년값: 1991년~2020년, 극값: 1976년~현재) |                     |                     |                     |                     |                     |                     |                     |                     |                     |                     |                     |                     |                     |